# 久保拓眞
久保 拓眞（くぼ たくま、1996年7月27日 - ）は、佐賀県伊万里市出身のプロ野球選手（投手）。左投左打。

## 経歴

### プロ入り前
父親の草野球についていくようになったことがきっかけで、伊万里市立大坪小学校3年生の頃から野球に興味を持ち、伊万里市立伊万里中学校時代は硬式野球の「伊万里ボーイズ」に所属する。
チーム数が多く、競争が激しいところでやりたいとの理由から高校は福岡県北九州市の自由ケ丘高等学校に進学。エースピッチャーとなった2年生の夏には第95回全国高等学校野球選手権大会に出場を果たす。3年生の夏の第96回選手権福岡大会は準決勝で九国大付属高校に敗れ、2年連続の夏の甲子園出場はならなかった。
大学は九州共立大学に進学。1、2年生時はエース級の活躍で福岡六大学リーグMVPを獲得するが、3年生の秋季リーグ戦前に肘を痛めた影響から約1年間の離脱を余儀なくされ、4年生時はほとんど登板することができなかったが、その年の秋に復帰し、2018年10月27日に行われた九州大学野球選手権大会決勝戦において、広島東洋カープに入団した島内颯太郎との継投リレーで日本文理大学に勝利し、明治神宮野球大会の出場を果たす。明治神宮野球大会では、2回戦で伊藤裕季也擁する立正大学に0対2で敗れた。福岡六大学リーグでは通算14勝を記録した。
2018年10月25日に行われたプロ野球ドラフト会議では、東京ヤクルトスワローズから7位指名を受け、11月19日に契約金2000万、年俸600万円（金額は推定）で仮契約を行った。背番号は61。

### プロ入り後

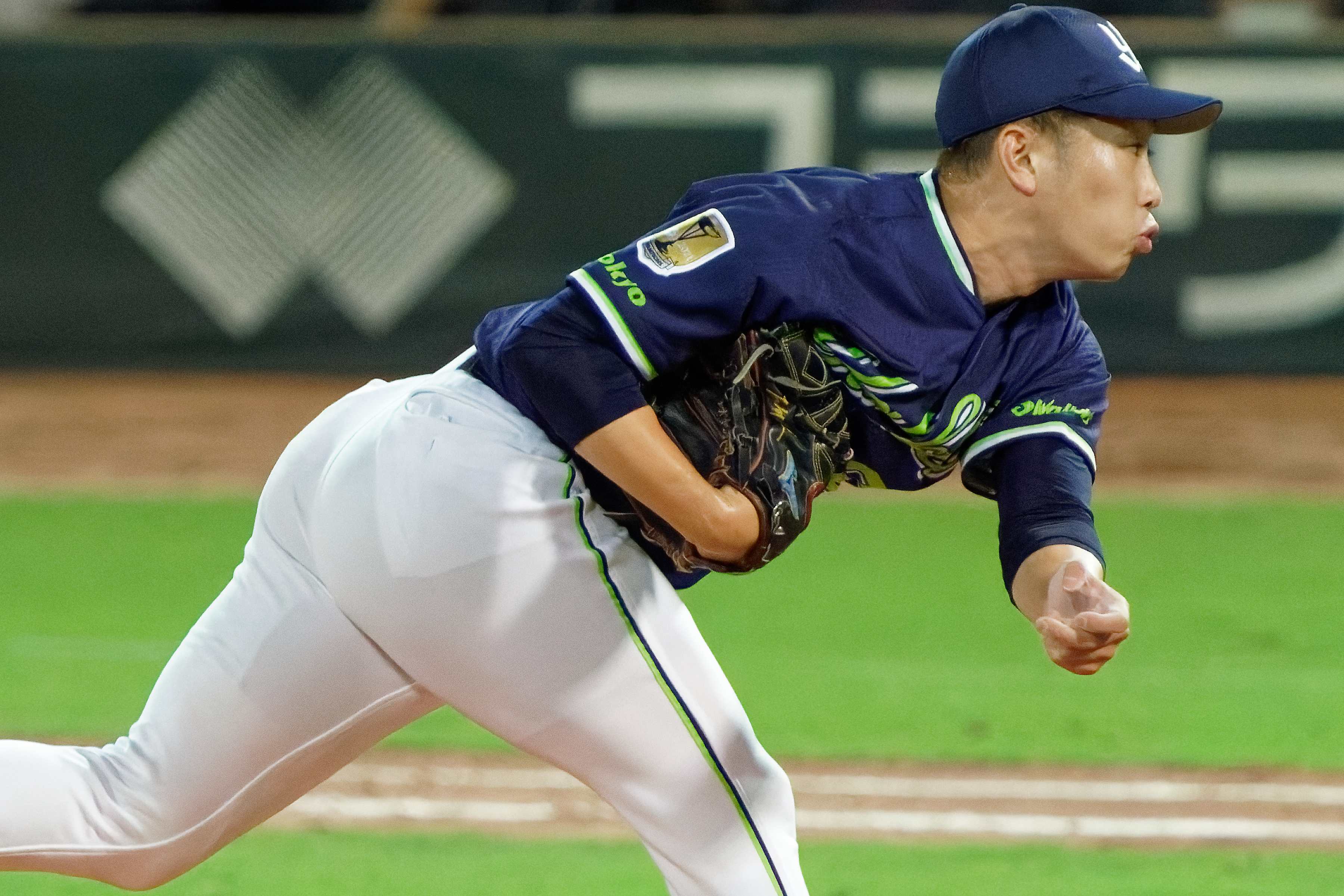
ヤクルト時代
（2022年8月9日 マツダスタジアム）

2019年は、5月26日に一軍に初昇格し中継ぎとして16試合に登板。0勝0敗1ホールド、防御率5.73の成績を記録した。またイースタン・リーグ42試合に登板した。
2020年は、10月6日の中日ドラゴンズ戦で、予告先発として発表後に体調不良のため登板回避した小川泰弘の代役としてプロ初先発。2回を投げ6安打4失点で降板しプロ初勝利を飾ることはできなかった。シーズン通算では10試合に登板し、0勝1敗、防御率5.93の成績を残した。
2021年は一軍登板は無く、二軍で33試合に登板し投球回数を上回る安打を許した。
2022年は、シーズン後半から左の中継ぎとして台頭。29試合に登板してチームのリーグ2連覇に貢献し、念願のプロ初勝利も挙げた。
2023年は、一軍5試合に登板して防御率6.00に終わり、10月2日に球団から戦力外通告を受けた。現役続行を模索し、11月15日に参加した12球団合同トライアウトでは、シート打撃で打者3人に対し2奪三振の好投を見せた。しかし、希望するオファーは届かず、海外リーグでのプレーも考えたが、11月26日までに現役引退を決断した。

### 現役引退後
2024年は、オリックス・バファローズで打撃投手を務めた。

### 現役復帰
2024年12月9日、関西独立リーグ（さわかみ関西独立リーグ）の堺シュライクスが、「特別合格選手」として久保の入団を発表した。打撃投手からの現役復帰は異例。

## 選手としての特徴
最速143km/hの直球とキレのあるスライダーが武器で、2022年からシュートを投げ始める。制球力を課題としていた。

## 人物
大学時代の最後の約1年間は肘痛の影響で投球できなかったため、ドラフトで指名されるかどうかという不安から指名を受けた当日は涙で目を腫らして記者会見場に現れた。

## 詳細情報

### 年度別投手成績
| 年 度     | 球 団     | 登 板 | 先 発 | 完 投 | 完 封 | 無 四 球 | 勝 利 | 敗 戦 | セ 丨 ブ | ホ 丨 ル ド | 勝 率 | 打 者 | 投 球 回 | 被 安 打 | 被 本 塁 打 | 与 四 球 | 敬 遠 | 与 死 球 | 奪 三 振 | 暴 投 | ボ 丨 ク | 失 点 | 自 責 点 | 防 御 率 | W H I P |
| --------- | --------- | ----- | ----- | ----- | ----- | -------- | ----- | ----- | -------- | ----------- | ----- | ----- | -------- | -------- | ----------- | -------- | ----- | -------- | -------- | ----- | -------- | ----- | -------- | -------- | ------- |
| 2019      | ヤクルト  | 16    | 0     | 0     | 0     | 0        | 0     | 0     | 0        | 1           | ----  | 54    | 11.0     | 13       | 2           | 7        | 1     | 3        | 11       | 2     | 0        | 7     | 7        | 5.73     | 1.82    |
| 2020      | ヤクルト  | 10    | 1     | 0     | 0     | 0        | 0     | 1     | 0        | 0           | .000  | 61    | 13.2     | 15       | 1           | 5        | 0     | 1        | 15       | 0     | 0        | 9     | 9        | 5.93     | 1.46    |
| 2022      | ヤクルト  | 29    | 0     | 0     | 0     | 0        | 1     | 0     | 0        | 7           | 1.000 | 107   | 26.2     | 19       | 1           | 13       | 2     | 2        | 19       | 1     | 0        | 8     | 8        | 2.70     | 1.20    |
| 2023      | ヤクルト  | 5     | 0     | 0     | 0     | 0        | 0     | 0     | 0        | 1           | ----  | 22    | 3.0      | 8        | 2           | 3        | 1     | 1        | 1        | 0     | 0        | 3     | 2        | 6.00     | 3.67    |
| 通算：4年 | 通算：4年 | 60    | 1     | 0     | 0     | 0        | 1     | 1     | 0        | 9           | .500  | 244   | 54.1     | 55       | 6           | 28       | 4     | 7        | 46       | 3     | 0        | 27    | 26       | 4.31     | 1.53    |

### 年度別守備成績
| 年 度 | 球 団    | 投手  | 投手  | 投手  | 投手  | 投手  | 投手     |
| 年 度 | 球 団    | 試 合 | 刺 殺 | 補 殺 | 失 策 | 併 殺 | 守 備 率 |
| ----- | -------- | ----- | ----- | ----- | ----- | ----- | -------- |
| 2019  | ヤクルト | 16    | 0     | 1     | 0     | 0     | 1.000    |
| 2020  | ヤクルト | 10    | 0     | 0     | 0     | 0     | ----     |
| 2022  | ヤクルト | 29    | 3     | 5     | 0     | 2     | 1.000    |
| 2023  | ヤクルト | 5     | 0     | 1     | 0     | 0     | 1.000    |
| 通算  | 通算     | 60    | 3     | 7     | 0     | 2     | 1.000    |

### 記録
初記録
投手記録
- 初登板：2019年5月28日、対広島東洋カープ9回戦（明治神宮野球場）、4回表一死に2番手で救援登板、2/3回無失点
- 初奪三振：2019年5月30日、対広島東洋カープ11回戦（明治神宮野球場）、5回表にサビエル・バティスタから空振り三振
- 初ホールド：2019年8月28日、対横浜DeNAベイスターズ23回戦（横浜スタジアム）、11回裏に7番手で救援登板、2/3回無失点
- 初先発登板：2020年10月6日、対中日ドラゴンズ19回戦（ナゴヤドーム）、2回4失点で敗戦投手[12]
- 初勝利：2022年9月9日、対広島東洋カープ22回戦（明治神宮野球場）、6回表に2番手で救援登板、1回無失点[21]

### 背番号
- 61（2019年[8] - 2023年、2025年 - ）

### 登場曲
- 「High Hopes」Panic! At The Disco（2019年）
- 「君という名の翼」コブクロ（2020年 - 2022年）
- 「RYDEEN」イエロー・マジック・オーケストラ（2023年）